# فرودگاه چیایی
فرودگاه چیایی (به انگلیسی: Chiayi Airport) (به زبان بومی: Shueishang Airport) یک فرودگاه همگانی با کد یاتا CYI است که یک باند فرود بتن دارد و طول باند آن ۳۰۵۰ متر است. این فرودگاه در کشور تایوان قرار دارد و در ارتفاع ۲۵ متری از سطح دریا واقع شده‌است.

## شرکت‌های هواپیمایی و مقصدهای پروازی
| شرکت‌های هواپیمایی | مقصدهای پروازی |
| ----------------- | -------------- |
| Uni Air           | کینمن, ماگونگ  |